# Cascavel
För andra betydelser, se Cascavel (olika betydelser).
Cascavel är en stad i kommunen Cascavel i södra Brasilien och ligger i delstaten Paraná. 